# Predator: Killer of Killers
Predator: Killer of Killers (también conocida como Depredador: Cazador de Asesinos en Hispanoamérica y Predator: Asesino de Asesinos en España) es una película antológica de acción y ciencia ficción animada para adultos estadounidense de 2025 dirigida por Dan Trachtenberg y escrita por Micho Robert Rutare. Producida por 20th Century Studios y Davis Entertainment, es la sexta película y la octava entrega en general de la franquicia Predator.
Para octubre de 2024, Trachtenberg, quien anteriormente dirigió Prey (2022), realizó una película secreta de la franquicia, que se estrenaría antes de Predator: Badlands (2025). En abril de 2025, se reveló el título de la película, siendo estrenada el 6 de junio en Estados Unidos en Hulu y a nivel internacional en Disney+. La animación fue proporcionada por The Third Floor.
La historia presenta a tres guerreros humanos de diferentes épocas señalados por los yautjas como presas deseables: una pirata vikingo que guía a su hijo pequeño en una sangrienta búsqueda de venganza; un ninja del Japón feudal que enfrenta a su hermano samurái; y un piloto de la Segunda Guerra Mundial que intenta rescatar a sus camaradas de un peligro invisible.

## Argumento

### El Escudo
Una nave exploradora Yautja llega a la Tierra en el año 841. En Escandinavia, la guerrera vikinga Ursa lidera a su hijo Anders y al resto de su clan en una expedición para destruir a los Krivich y a su líder Zoran, quien atacó su clan y asesinó a su padre en su infancia. 
Ursa y sus hombres rastrean a Zoran hasta su fortaleza, donde masacran a sus guerreros y Anders lo mata. Inmediatamente después de la batalla, un imponente guerrero yautja tiende una emboscada al grupo de Ursa, matando a sus hombres, mientras que Anders resulta gravemente herido tras el derrumbe de un edificio sobre él. 
Ursa lucha sola contra el Depredador en una playa congelada y logra mataralo tras una dura lucha, pero al volver a la fortaleza, Anders muere en sus brazos; tras esto, inexplicablemente se descubre a sí misma en una celda yautja junto a otros dos desconocidos.

### La Espada
En el Japón feudal de 1609, Kenji y Kiyoshi, su hermano gemelo, son los dos hijos de un inmisericorde señor de la guerra que los ha entrenado para sucederlo. Como prueba final, el padre les ordena enfrentarse entre sí en un duelo de espadas. Kenji se niega a atacar a su hermano pero Kiyoshi, quien ambiciona ser el sucesor, lo ataca a traición ganando el favor de su padre tras derribar y marcar el rostro de Kenji con su katana. Desilusionado de su hermano Kenji huye del palacio. 
Veinte años después, Kiyoshi toma el lugar de su padre como señor y Kenji se ha convertido en un shinobi que regresa a casa para enfrentarse a su hermano. Sin saber que es acosado por un Yautja, Kenji se infiltra en el castillo de su hermano, mata a sus guardias, se enfrenta a Kiyoshi y se da por satisfecho cuando le deja una cicatriz similar a la suya, pero Kiyoshi cae del balcón después de que una barandilla ceda bajo su peso. 
El yautja aprovecha el momento y ataca a Kenji, masacrando a varios guardias más mientras lo persigue. Kenji cae en el foso del castillo y encuentra a Kiyoshi con vida. Ambos se unen y luchan contra el alienígena y lo matan, pero Kiyoshi muere por las heridas sufridas durante la pelea, no sin antes hacer las paces con su hermano. 
Al igual que Ursa, Kenji se descubre atrapado en la celda alienígena revelándose que es el segundo prisionero.

### La Bala
Durante la Segunda Guerra Mundial, en 1942, John Torres, un mecánico latino de Florida, es enrolado por la Marina de los Estados Unidos como piloto de caza. En el Océano Atlántico, su escuadrón busca una misteriosa aeronave que ha aniquilado a otra unidad. Torres, quien debió permanecer en el portaviones, descubre que el atacante usa armas tecnológicamente exóticas y altamente peligrosas por lo que toma un caza destartalado bautizado como La Bala para advertirles.
El enemigo resulta ser una nave yautja monoplaza que ataca y mata sistemáticamente a sus compañeros. Torres supera en maniobras a la nave alienígena y la engaña para que reciba el fuego de un grupo de acorazados que se enfrentan cerca y después logra que use sus propias armas para autodestruirse. Tras su servicio, Torres es condecorado y regresa a casa para arreglar coches en su garaje, pero es secuestrado por una nave yautja.
Torres, que resulta ser el tercer prisionero, despierta en la celda con Ursa y Kenji, descubriendo que fueron puestos en animación suspendida por los Yautja. Son llevados a una arena y presentados a un Señor de la Guerra Depredador, quien les ordena luchar a muerte entre sí para que el ganador luego luche contra él. Les entregan diferentes armas a cada uno: Ursa obtiene un hacha nórdica, Kenji una katana y Torres recibe la pistola de pedernal de Raphael Adolini sin carga. Ursa intenta matar a Torres y Kenji, pero la convencen de trabajar con ellos para escapar. El Señor de la Guerra libera un enorme monstruo en la arena, que se traga a Torres antes de que Ursa y Kenji lo maten. Torres escapa del interior del monstruo, y roba una moto voladora a los guardias y los tres la usan para dirigirse a la nave del Señor de la Guerra, con Kenji perdiendo el brazo derecho en el proceso. Pero cuando abordan la nave, un arpón detiene su escape. Ursa se desliza por el cable del arpón, destruyendo el lanzador y dejándose capturar para que los demás puedan huir. 
El Señor de la Guerra ordena que comience la cacería de Torres y Kenji, por lo que decenas de naves espaciales salen tras ellos mientras Ursa es devuelta a animación suspendida y ubicada con numerosos otros cautivos, incluida Naru.
En una escena a mitad de créditos, se revela que otros dos de los cautivos en animación suspendida que están junto a Naru y Ursa son el teniente de policía de Los Ángeles Mike Harrigan y el exmilitar Alan "Dutch" Schaeffer.

## Reparto
- Lindsay LaVanchy como Ursa
- Louis Ozawa Changchien como Kenji y Kiyoshi Kamakami
- Rick Gonzalez como John J. Torres
- Michael Biehn como Comandante Vanderberg "Vandy"
- Doug Cockle como Einar
- Damien Haas como Anders
- Lauren Holt como Freya
- Jeff Leach como Ivar
- Piotr Michael como Gunnar
- Cherami Leigh como Ursa joven
- Andrew Morgado como Jefe Zoran
- Felix Solis como el padre de Torres
- Britton Watkins como el Señor de la Guerra Predator

## Producción
En octubre de 2024, durante una entrevista con The Hollywood Reporter, el ejecutivo de 20th Century Studios, Steve Asbell, reveló que el director de Prey (2022), Dan Trachtenberg, había escrito, dirigido y realizado una película secreta de la franquicia Predator, que se estrenaría antes de su otra película, Predator: Badlands (2025). En abril de 2025, se reveló que la película sería animada, titulada Predator: Killer of Killers, con Lindsay LaVanchy, Louis Ozawa Changchien, Rick Gonzalez y Michael Biehn liderando el reparto.

## Estreno
Depredador: Asesino de asesinos se estrenó el 6 de junio de 2025 en Hulu y Disney+ fuera de Estados Unidos a través del centro Star. 

## Recepción
En el sitio web recopilador de reseñas Rotten Tomatoes, el 97% de las 67 reseñas de los críticos son positivas. El consenso del sitio web señala: «Al incorporar al Depredador en una serie de inspirados enfrentamientos con una paleta visual impactante, Killer of Killers es una adición simple, contundente y sencillamente genial a la icónica franquicia de ciencia ficción». Metacritic, que utiliza un promedio ponderado, le asignó a la película una puntuación de 78 sobre 100, basándose en 17 críticas, lo que indica reseñas «generalmente favorables».
En el panel de Predator: Badlands en San Diego Comic-Con 2025, el director Dan Trachtenberg anunció la adición de una escena a mitad de créditos con las apariciones animadas de Glover y Schwarzenegger, admitiendo que esta se había quedado en "la oficina de cortes" durante la posproducción. La escena causó reacciones mixtas entre los seguidores, con muchos emocionados con los cameos y el regreso de los actores a la franquicia, pero otros acusaron al director de descanonizar los cómics de Predator: South China Sea, Predator: If It Bleeds y Predator: Stalking Shadows, y los videojuegos Alien Vs. Predator de 1994 que predece a la duología de los 2000 y Predator: Hunting Grounds (2020), que explican el desenlace de los personajes de Dutch y Harrigan.
A diferencia de los dos actores, la aparición de Amber Midthunder como Naru fue mejor recibida, ya que se da a entender al final de Prey que después de que haya derrotado a su Depredador, el resto fueron a atacar y destruir su aldea, capturandola en el proceso.